# Isabelle Poncelet
Isabelle Poncelet (Aarlen, 13 maart 1967) is een Belgische politica voor het cdH, sinds maart 2022 Les Engagés genaamd, en voormalig volksvertegenwoordiger.

## Levensloop
Poncelet is sinds haar jeugd gepassioneerd door muziek en was jarenlang actief als koorzangeres. Ze werd beroepshalve leerkracht muziek en geschiedenis in een kunstschool en een hogeschool. 
In 2001 begon zij haar politieke loopbaan als gemeenteraadslid van Habay, wat ze bleef tot in 2018. Van 2012 tot 2018 was ze burgemeester van de gemeente. Tevens was Poncelet van 2006 tot 2014 provincieraadslid en van 2006 tot 2012 gedeputeerde van de provincie Luxemburg.
Bij de federale verkiezingen van 2010 werd zij verkozen in de Kamer van volksvertegenwoordigers, maar nam het mandaat niet op wegens haar mandaat van gedeputeerde. Bij de federale verkiezingen van 2014 werd ze terug verkozen in de Kamer en deze keer nam Poncelet het mandaat wel op. Ze bleef zetelen tot in september 2018.
In september 2018 maakte Poncelet bekend de politiek te verlaten uit ontgoocheling over de politiek in het algemeen en terug te keren naar het onderwijs. Na de lokale verkiezingen van oktober 2018 besloot ze echter wel te zetelen als provincieraadslid van Luxemburg, de functie waarin ze opnieuw verkozen werd.